# Hit of the Week Records
Hit of the Week fue un sello discográfico norteamericano fundado en 1930 que vendía discos de bajo costo realizados de Durium en lugar del entonces habitual acetato.

## Historia
Alrededor de 1930, varios tipos de discos flexibles fabricados a partir de diversas formulaciones de plástico fueron introducidos en Europa, tales como Phonycord (Alemania), Pathé Cellodisc (Francia), Filmophone, Goodson (ambos de Inglaterra) y Delfos (España). En los EE. UU., esta tendencia de corta vida fue representada por los discos Hit of the Week, hechos de cartón cubierto con Durium, una Resina sintética. Más allá de tener un ligero retumbo debido a su textura, tenía una fidelidad de sonido igual o mejor que el de la mayoría de los discos de acetato comunes. Inusualmente, estos discos solo tenían una cara, una práctica ya abandonada de los primeros años de la industria. Como una consecuencia de no tener revestimiento en el otro lado, estos tienen una fuerte tendencia a encresparse y en la actualidad a menudo requieren el uso de un clip o de algún otro peso alrededor del eje del tocadiscos para mantenerlos lo suficientemente planos durante la reproducción. Un par de ediciones tenían un retrato del artista impreso en el lado no cubierto, o tenían publicidad impresa. Las portadas estaban hechas con endeble papel de arroz, pocas de las cuales han sobrevivido.
Una nueva edición con un "éxito" de actualidad era publicada todas las semanas. A diferencia de los discos convencionales, los H.O.W. eran vendidos en quioscos, mientras que las publicaciones anteriores podían obtenerse por correo. A la venta por un precio de 15 centavos cada uno, más tarde elevado a 20 centavos de dólar, los discos Hit of the Week fueron por mucho los más baratos en los EE. UU. en ese momento.
La primera edición se publicó en febrero de 1930. Para el verano de aquel año, medio millón de copias de cada edición eran producidas. Pero a medida que la Gran Depresión se agravó, las ventas se desplomaron. En marzo de 1931, la empresa entró en quiebra y en mayo fue comprado por la agencia Erwin, Wasey & Company. Un nuevo formato debutó en agosto, con dos canciones o melodías bailables en cada disco de una cara, dándole un tiempo de reproducción total de unos cinco minutos, pero la etiqueta seguía siendo poco rentable. El último Hit of the Week fue publicado en junio de 1932.
Después de la desaparición del sello, se hizo algún uso de discos más pequeños (a menudo de solo cuatro pulgadas de diámetro) hechos del mismo material, sobre todo para fines publicitarios. Muestras de una de las publicidades más comunes, en la que se invita a los destinatarios a ver los nuevos automóviles Chevrolet 1932, generalmente con una etiqueta de envío y un sello postal en la parte de atrás.
Entre los músicos que grabaron para Hit of the Week puede hallarse a Gene Austin, Duke Ellington y Su Orquesta (bajo el seudónimo de "Harlem Hot Chocolates"), Ben Pollack, Eddie Cantor (en un disco especial "Durium De Luxe" de 25 cts.), Morton Downey y Rudy Vallée. La mayoría de los arreglos fueron realizados por músicos de estudio en Nueva York, dirigido por Adrian Schubert, Bert Hirsch, Vicente López, Don Voorhees y Phil Spitalny. Solos de jazz por parte de estrellas como Joe Venuti y Eddie Lang amenizaron algunas grabaciones. Los cantantes que grabaron con estos músicos de estudio incluyeron a populares cantantes radiales de la época, tales como Ralph Kirbery y Helen Rowland.
En el Reino Unido, una serie similar fue editada por el sello Durium.

## Discografías
- Discografía Hit of the Week, Hans Koert (Heinkenszand, Países Bajos) (1994-2007)
- Discografía Durium (GB), Hans Koert (Heinkenszand, Países Bajos) (1994-2007)
- Discografía Discos Publicitarios y Personalizados Durium, Hans Koert (Países Bajos) (1994-2007)